# فرقه‌گرایی
فرقه‌گرایی نگرش‌ها و اقداماتی که وجه مشخصهٔ آن‌ها تندروی یا کندروی و در نتیجه جدایی از خط‌مشی و رهنامهٔ رسمی حزب و گروه سیاسی است.